# لیندا (باشقیرستان)
لیندا (به لاتین: Linda) یک منطقهٔ مسکونی در روسیه است که در باشقیرستان واقع شده‌است.